# Комесанья, Хавьер
Хавьер Комесанья Баррера (исп. Javier Comesaña Barrera; род. 1999, Алькала-де-Гуадаира) — испанский скрипач.
Учился в Севилье у работающих в Испании представителей русской скрипичной школы Юрия Манагадзе и Сергея Тесли, затем в 2017—2022 гг. в Высшей школе музыки королевы Софии в Мадриде у Марко Рицци, продолжил образование в Берлинской высшей школе музыки имени Эйслера у Антье Вайтхаас. Занимался также под руководством Сергея Догадина. Лауреат ряда юношеских конкурсов, победитель Международного конкурса скрипачей имени Яши Хейфеца в Литве (2020). В качестве своего ориентира в искусстве называет Гидона Кремера.
В 2022 году дебютировал как солист с Национальным оркестром Испании и с Симфоническим оркестром Испанского радио и телевидения.